# بيسي ديفيدسون
بيسي ديفيدسون (بالإنجليزية: Bessie Davidson) هي رسامة أسترالية، ولدت في 22 مايو 1879 في أديلايد في أستراليا، وتوفيت في 22 فبراير 1965 في باريس في فرنسا.